# Tunku Abdul Rahman (premier)

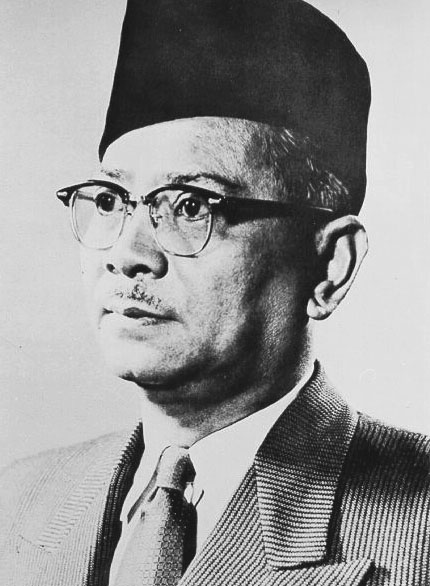

 Tunku Abdul Rahman Putra Al Haj ibni Almarhum Sultan Abdul Hamid Halim Shah (Alor Setar, 8 februari 1903 - Kuala Lumpur, 6 december 1990),  diende van 1957 tot 1970 als eerste premier van Maleisië. Hij werd meestal kortweg Tunku genoemd, hetgeen eigenlijk een Maleise prinselijke eretitel is.

## Biografie

### Jeugd
Tunku was de zevende zoon van Sultan Abdul Hamid Halim Shah, de 25e sultan van Kedah. Zijn moeder was de vierde vrouw van zijn vader. Hij ontliep vaak het ouderlijk gezag en speelde met jongetjes buiten het paleis, waardoor hij een paar keer malaria opliep. Twee van zijn broers en een zusje overleden aan cholera.
In 1913 kwam zijn oudste broer, Tunku Yusuf, terug uit Engeland. Deze besefte dat Tunku's school hem weinig leerde en nam zijn broertje mee naar Bangkok, waar hij werd toegelaten op de Debsirin School. Tunku Yusuf was in militaire dienst en vocht in de jungle tegen bandieten. Hij liep longontsteking op en overleed. Met zijn weduwe keerde Tunku terug naar zijn ouders. Hij ging naar de Engelstalige Penang Free School en werd een goede leerling.
In 1920 werd hij op een schip gezet met een studiebeurs voor de Universiteit van Cambridge. Onderweg kreeg hij weer malaria. Hij was net genezen toen hij op 1 juni 1920 in Tilbury aankwam. Hij kwam in huis bij Edgar Vigers, een dominee die meer jongens in huis had. Na een jaar verhuisde hij naar Cambridge. Na vijf jaar keerde hij terug naar Maleisië.
Zijn oudere broer Tunku Ibrahim was ondertussen regent en hij stuurde Tunku weer terug naar Engeland om er zijn rechtenstudie af te maken. Op Tunku's initiatief werd de Malay Society of Great Britain opgericht. Tunku haalde onvoldoende examens en ging in januari 1931 weer terug naar Penang.

### Huwelijk
Zijn familie wist zich geen raad met hem en liet hem als ambtenaar in de administratie van Kedah dienst nemen. Hij werd als assistent-districtshoofd overgeplaatst naar Kulim waar hij trouwde met Chong Ah Yong, die daarna Lady Meriam werd genoemd. Hij studeerde er tevens voor een bevorderingsexamen tot districtshoofd, waarvoor hij slaagde. Ter gelegenheid van zijn bevordering werd hij overgeplaatst naar Padang Terap. Lady Meriam kreeg er malaria en overleed. Violet Coulson, een oude vriendin uit Engeland, kwam hem opzoeken toen ze hoorde dat hij weduwnaar was geworden. Tunku besloot met haar te trouwen, zonder eerst toestemming aan de regent te vragen, zoals gebruikelijk als een lid van de koninklijke familie met een niet-Maleier wilde trouwen. Tunku Ibahim was tegen gemengde huwelijken, maar overleed onverwacht in 1934. De nieuwe regent, Tunku Mahmud, had geen bezwaar.

### Carrière
De staatssecretaris liet hem overplaatsen naar het afgelegen Langkawi. Hij kreeg geen steun van de regering, maar haalde geld op bij de bevolking om een pier aan te leggen en enkele wegen. Toen het Britse gezag deze goede resultaten zag, werd hij overgeplaatst naar Sungai Petani, een belangrijk district in Kedah. Hij had het daar zo druk dat hij weinig aandacht meer had voor Violet. In 1937 ging ze terug naar Londen. Tunku besloot in Londen voor de derde keer rechten te gaan studeren en reisde zijn vrouw na. Toen in 1939 de Tweede Wereldoorlog uitbrak, keerde hij terug naar Kedah. De nieuwe regent van Kedah, Tunku Badlishah, gaf hem opdracht tot echtscheiding, hetgeen in 1946 werd uitgevoerd.

### Oorlogsjaren
In 1939 slaagde Tunku in Londen voor de examens voor de toelating tot de balie. Hij wilde ontslag nemen als ambtenaar en zich als advocaat vestigen. De oorlog doorkruiste deze plannen. Hij keerde terug naar Malaya en werd districtshoofd in Kulim. Hij trouwde op aandringen van zijn moeder met Sharifah Rodziah Syed Alwi Barakbah, de dochter van Syed Alwi Barakbah uit Alor Setar.
Hij liet in de heuvels buiten Kulim barakken bouwen om evacuatie uit de stad mogelijk te maken. Hij kreeg geen geld van de overheid, maar verzamelde geld bij de bewoners van Kulim. De regent wilde ook hun beider 77-jarige vader, de sultan van Penang, naar Singapore evacueren. Tunku vond dat een slecht plan. Tijdens het vervoer van zijn vader stopte hij diens gele Rolls Royce, zei dat de plannen veranderd waren en reed samen met zijn vader naar zijn huis in Kulim. Het konvooi merkte pas later op dat de gele Rolls ontbrak. Toen hem telefonisch om opheldering werd gevraagd, beweerde Tunku dat zijn vader bij zijn volk wilde blijven, de regent was woedend. Later die dag bracht Tunku zijn vader naar Sidim, waar hij veilig onderdak vond. Ondertussen bombardeerden de Japanners Penang. Tunku's familie werd op 17 december 1941 in het paleis van de oude vader ondergebracht, en Tunku moest een jaar de Japanse bezetter dienen. Er werd veel geplunderd en hij moest proberen orde te bewaren.
Begin 1943 werd hij door de Japanners ontslagen omdat hij weigerde de bomen van een rubberplantage door dwangarbeiders te laten vervangen door katoenstruiken. Een maand lang logeerde hij met zijn vrouw bij vrienden. Toen het burgerbestuur een maand later door Siamezen werd overgenomen, werd hij Hoofd Onderwijs en kreeg hij weer een eigen huis. Omdat er geen schoolboeken meer waren, schreef hij die zelf.
Eind 1943 kwamen de eerste arbeiders terug van de Birma-spoorlijn. Ze waren uitgehongerd en zaten onder de zweren. Vlak bij zijn huis liet Tunku een schuur neerzetten waar honderd vluchtelingen konden wonen. Hij zorgde voor voedsel en kleding, en financierde bijna alles zelf. Deze opvang werd tot het einde van de oorlog gebruikt.

### Na de oorlog

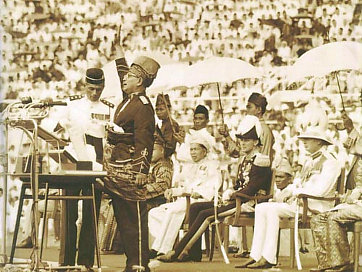
Onafhankelijkheid in 1957

Op 27 december 1946 kwam hij in Liverpool aan met het doel om zijn rechtenstudie af te maken. Hij woonde 18 maanden in Earls Court. Zijn derde vrouw Sharifah was in Malakka achtergebleven en stuurde regelmatig voedselpakketten. De Malay Society of Great Britain kwam weer tot bloei. Ondertussen studeerde hij met een repetitor en toen hij al zijn examens had gehaald, ging hij in januari 1949 met de P&O-lijn naar huis.
Hij had verwacht dat hij nu een goede baan zou krijgen, maar hij moest routinewerkzaamheden verrichten en dossiers lezen. Het gaf hem geen voldoening en hij begon zich voor de politiek te interesseren. Hij werd voorzitter van de United Malays National Organisation (UMNO), die tijdens zijn verblijf in Engeland was opgericht door Onn Jaafar.

### Politieke carrière
In 1955 werd Tunku chief minister van de Federatie van Malakka. Toen Malakka onafhankelijk werd binnen het Brits Gemenebest werd hij premier, en dat bleef hij toen in 1963 de nieuwe federatie gevormd werd met Singapore, Sarawak en Noord-Borneo en de naam Maleisië in gebruik werd genomen. In 1965 verliet Singapore de federatie.
In de verkiezingen in Malakka verloor de Alliantie van Tunku, en met name de Chinese partij, zwaar. Dit had een weerslag op het zetelaantal in het Federale Parlement. Hierop verklaarde Tan Siew Sin als voorzitter van de Chinese partij dat zijn partij geen deel zou uitmaken van een nieuwe regering. Deze politieke spanningen leidden tot zware onlusten in Kuala Lumpur op 13 mei 1969 waarbij honderden Chinezen en Indiërs omkwamen. Op 15 mei werd de noodtoestand afgekondigd en werd het parlement ontbonden. De verkiezingen op Sarawak en Sabah werden afgelast. Tunku Abdul Rahman vormde een nieuwe regering waar ook de Chinese partij van Tan Siew Sin aan deelnam. De positie van Tunku, die als te pro-Chinees werd gezien, was echter verzwakt tegenover die van zijn vice-premier Abdul Razak, die de nieuw opgerichte Nationale Operationele Raad leidde.
Toen zijn neef Abdul Halim, sinds 1958 de 27ste sultan van Kedah, in 1970 de Yang di-Pertuan Agong (staatshoofd) van Maleisië werd, nam Tunku Abdul Rahman ontslag als premier. Het werd als ongepast aangevoeld dat een oom onder zijn neef diende.
Hij werd in 1970 voorzitter van het Internationaal Secretariaat van Moslimlanden.
- Bibsys: 1074048
- CiNii: DA01695870
- Gemeinsame Normdatei: 118787705
- International Standard Name Identifier: 0000 0000 8363 1019
- Library of Congress Control Number: n50034818
- National Archives and Records Administration: 134607208
- Bibliotheek van het Japanse parlement: 00461981
- Nationale bibliotheek van Australië: 35000257
- Nationale Bibliotheek van Israël: 987007271651205171
- Nederlandse Thesaurus van Auteursnamen: 06914429X
- LIBRIS: 31218
- Système universitaire de documentation: 138970831
- Trove: 784451
- Virtual International Authority File: 20929510
- WorldCat: E39PBJrCdcQy4pkc9XpjCbwQv3